# Ossaea buchtienii
Ossaea buchtienii är en tvåhjärtbladig växtart som beskrevs av Henry Allan Gleason. Ossaea buchtienii ingår i släktet Ossaea och familjen Melastomataceae. Inga underarter finns listade i Catalogue of Life.